# Fàbrica de la Colònia de Filatures Casals
La Fàbrica de la Colònia de Filatures Casals és una obra amb elements modernistes d'Alfarràs (Segrià) inclosa a l'Inventari del Patrimoni Arquitectònic de Catalunya.

## Descripció
La colònia de filatures Casals és un conjunt arquitectònic fundat el 1897 que es va començar a construir el 1896 i va anar evolucionant fins al 2005, any en què es va aturar la fàbrica i va començar el seu abandonament. El conjunt estava format per la fàbrica destinada a la transformació del cotó en fil per a teixir i també per a cosir i altres espais com el taller, el laboratori independent (n'hi havia un dins la mateixa fàbrica), la casa dels propietaris, la casa del director, les cases del majordom i el comptable, la fusteria (antic economat), cases dels treballadors, etc.
La fàbrica pròpiament dita és la nau que data de 1896. També es protegeix com a bé cultural d'interès local: la casa dels propietaris, el laboratori i el taller dins del recinte fabril.

### La fàbrica
Està situada en un ramal del canal de Pinyana, que pren aigua del pantà de Santa Anna. Al voltant d'aquest canal hi havia altres indústries que aprofitaven la força de l'aigua, les més importants eren del ram del tèxtil.
La nau modernista, juntament amb la casa dels propietaris, el laboratori i el taller es degueren construir pràcticament alhora o una mica més tard.
Aquests immobles, juntament amb d'altres, estaven dins d'un clos tancat per un mur.
La nau compta amb 3.809.37 m². Aquesta s'emmarca dins el modernisme i l'arquitectura industrial de
Aquest immoble de finals del segle xix té un cert regust modernista així com algunes referències historicistes com evidencien els arcs apuntats de la façana sud del cos central.
La nau consta d'un cos central i dues sales a banda i banda. La sala oest i la sala es, dividida en dues seccions. La planta de les sales és rectangular, amb orientació est-oest, i la del cos central rectangular, amb orientació nord-sud. La nau presenta un pis inferior, el pis principal i les golfes. Els murs són d'aparell de pedra escairada en formes poligonals, amb finestres disposades en sèrie amb maons formant un arc rebaixat. La cornisa i les cantonades també estan formades per maons. Les files de maons estan pintades de vermell. A l'interior les parets estan enguixades i pintades.
En el cos central és on s'ubica el salt d'aigua. L'alçada, el timpà, els arcs apuntats i els grans finestrals li atorguen monumentalitat. Aquest nivell compta a la façana sud amb dos arcs apuntats exteriors, amb dos arcs rebaixats interiors que sostenen el pis inferior per sobre el canal i sobre els quals es disposen dos finestrals. Entre els finestrals, a la vora de la part superior d'aquests s'ubiquen tres inscripcions encerclades. La de la banda oest diu "Empezadas en 26 juñio 1896. Terminadas 4 marzo 1897. Dirigió las obras Julio Marial". La inscripció central diu: "año 1897", any de fundació de la fàbrica. A la inscripció est diu: "Mandó construir estos edificios Dn. Juan Desvalls marqués de Alfarràs y de Lupiá". La façana nord del cos central presenta dos portals amb arcs de mig punt de maó i una cornisa horitzontal. Sota el pis inferior circulen els conductes del ramal del canal de Pinyana. Sobre aquest se situa el pis inferior on s'ubicaven les turbines, les quals es movien per l'acció de les aigües del canal. El sostre que sostenia el pis inferior és de volta catalana. En el pis principal, al cos central, s'ubicaven d'altres turbines i el laboratori. Comptava amb quatre grans finestrals agrupats de dos en dos per un guarnit de maons amb arc rebaixat. Amb l'automatització de la fàbrica les turbines no generaven suficient electricitat i es van haver d'instal·lar alternadors.
Les dues sales laterals estaven destinades a la cadena de producció. Les entrades a cadascuna d'elles estan orientades al sud i estan coronades amb un timpà amb un òcul i un campanar. Al pis inferior hi havia els conductes per evacuar la borra que es formava a partir del cotó. Els sostres del pis principal són de volta catalana i biga de fusta. Els teulats són a dues aigües. El teulat se sostenia a les golfes per armadures triangulars de fusta de melis, sense reforços metàl·lics. Les golfes servien de magatzem i anteriorment havien estat habitacions de treballadors que passaven la setmana laboral a la fàbrica.
Al marge oest del ramal del canal de Pinyana i davant de la façana sud de la nau de 1896 se situa el conjunt format per la casa dels propietaris, el laboratori i el taller, el qual després va passar a ser magatzem. Els murs són de pedra irregular, en el cas de la casa dels propietaris i en el taller i el laboratori són de maó. Els teulats d'aquests espais són de canyís i teula àrab

## Història
La fàbrica fou fundada pel marquès d'Alfarràs, Joan Desvalls i Amat. L'explotació de l'aigua estava vinculat al senyoriu d'Alfarràs, que passà a ser marquesat en el segle xviii.
També era propietat del marquès d'Alfarràs la fàbrica Viladés que emprava el mateix salt d'aigua que el molí d'Alfarràs. Per a la fàbrica Casals es va posar en funcionament un nou canal d'aigua.
Any 1922 Leonardo Casals compra la fàbrica al marquès.
El tancament de la fàbrica el 2005 es va produir per la caiguda del tèxtil català que va no poder competir amb el tèxtil xinès que es va expandir per tot arreu amb la caiguda dels aranzels.